# Haukr Erlendsson
Pour les articles homonymes, voir Erlendsson.
Haukr Erlendsson (en islandais : Haukur Erlendsson), né au XIIIe siècle, mort le 6 mars 1334, est un Lögsögumad et écrivain islandais, auteur du Hauksbók (Livre de Haukr en vieux norrois).